# Sozialistische Volksallianz
Die Sozialistische Volksallianz (arabisch حزب التحالف الشعبي الاشتراكي, DMG Ḥizb at-taḥāluf aš-šaʿbī al-ištirākī ‚Partei der Sozialistischen Volksallianz‘; kurz Taallof) ist eine linke Partei in Ägypten, die im Zuge der Revolution in Ägypten 2011 gegründet wurde. Sie gehört dem Bündnis „Die Revolution geht weiter“ an, das sie nach ihrem Ausscheiden aus dem Ägyptischen Block maßgeblich mitinitiiert hat.
Die Sozialistische Volksallianz entstand im April 2011 aus einem Zusammenschluss der Gruppe Sozialistische Erneuerung mit ehemaligen Mitgliedern der post-kommunistischen National-Progressiven Unionistischen Sammlungspartei (Tagammu), die aus dieser nach Streitigkeiten über die Parteiposition bei der Parlamentswahl im November 2010 ausgetreten waren. Die Volksallianz strebt an, ein breites Bündnis von radikalen bis moderaten Linken zu sein. Ihre Mitgliederschaft umfasst viele linksgerichtete Organisationen; im August 2012 fusionierte die Volksallianz sie mit der Sozialistischen Partei Ägyptens.